# Андер Ітурраспе
Андер Ітурраспе (ісп. Ander Iturraspe, нар. 8 березня 1989, Абадіньйо) — іспанський футболіст, півзахисник. Грав за національну збірну Іспанії.

## Клубна кар'єра
Народився 8 березня 1989 року в місті Абадіньйо. Вихованець футбольної школи клубу «Атлетік Більбао».
Протягом 2007-2009 років грав за фарм-клуб «Атлетіка», команду «Басконія», а також за команду дублерів клубу з Більбао, «Більбао Атлетік».
2008 року провів свою першу гру за основну команду «Атлетік Більбао». Протягом наступних одинадцяти сезонів провів 320 матчів за головну баскську команду в усіх турнірах.
Влітку 2019 року на правах вільного агента уклав однорічну угоду з «Еспаньйолом». Протягом сезону взяв участь у восьми іграх іспанської першості.

## Виступи за збірні
2012 року провів одну гру у складі олімпійської збірної Іспанії.
2014 року провів два офіційні матчі у складі національної збірної Іспанії.
| Дата       | Місто   | Господарі | Результат | Гості   | Турнір           | Голи | Примітки |
| ---------- | ------- | --------- | --------- | ------- | ---------------- | ---- | -------- |
| 30-05-2014 | Севілья | Іспанія   | 2 – 0     | Болівія | товариський матч | -    |          |
| 04-09-2014 | Париж   | Франція   | 1 – 0     | Іспанія | товариський матч | -    | 46'      |
| Усього     |         | Матчів    | 2         |         | Голів            | 0    |          |

## Титули і досягнення
- Володар Суперкубка Іспанії (1):

«Атлетік»: 2015